# Michel Garbini Pereira
Michel Garbini Pereira (* 9. Juni 1981 in Vitória) ist ein ehemaliger brasilianischer Fußballspieler.
Seit Januar 2016 spielt er in der zweiten US-amerikanischen Liga für Rayo OKC. Wenig später wurde er als Kapitän der Mannschaft bestätigt.
Vorher spielte er in seiner Heimat bei Atlético Mineiro, Athletico Paranaense, Náutico Capibaribe und Vila Nova FC sowie in Europa bei Standard Lüttich und bei Aris Saloniki. Mit Standard Lüttich und Aris Saloniki spielte er 2004/05 und 2010/11 jeweils im UEFA-Cup/in der Europa League (u. a. gegen den VfL Bochum in der Saison 2004/05 und gegen Bayer 04 Leverkusen sowie Atlético Madrid und Manchester City in der Saison 2010/11).